# Angelo Gatti (médecin)
Pour les articles homonymes, voir Angelo Gatti et Gatti.
Giovanni Angelo Gatti (Ronta, 17 décembre 1724 - Naples, 18 janvier 1798) était un médecin italien, professeur à l'université de Pise,, célèbre pour avoir été le premier inoculateur en Toscane et pour avoir contribué par ses études à la diffusion de cette pratique. 
Gatti, professeur de dialectique et de médecine, est nommé "médecin consultant du roi" par le roi de France Louis XV en 1763et médecin particulier du roi de Naples Ferdinand Ier en 1778.

## Jeunesse et études universitaires
Angelo Gatti est né à la fin de 1724 à Ronta, un hameau (frazione) de Borgo San Lorenzo, dans l'actuelle province de Florence. Le jeune Angelo montre une grande passion pour l'étude et, ne pouvant se permettre des études privées, il décide de s'inscrire au séminaire de Florence en 1737, où il étudie la grammaire, la rhétorique, la physique et les sciences humaines jusqu'en 1744, année où, ne se sentant pas fait pour la prêtrise, il quitte le séminaire pour s'inscrire à l'université de Pise.
Gatti décide alors de poursuivre ses études à la Faculté de médecine et de philosophie, transféré au Collegio di Sapienza le 11 novembre 1746, où il reste jusqu'à l'obtention de son diplôme le 5 juin 1748. Il décide de rester à l'université comme maître de conférences en dialectique (1750 - 1754), obtenant ensuite la chaire de médecine théorique (1756 - 1757, 1761 - 1762) puis celle de médecine pratique, qu'il occupe pendant quatre ans entre 1775 et 1784. Au cours de ces années, Gatti a l'occasion d'entreprendre de nombreux voyages en Orient, d'étudier la pratique de la variole et de l'inoculation, et de se lier d'amitié avec des collègues estimés tels que Filippo Mazzei et Antonio Cocchi, avec lesquels il entretient une correspondance.

## La variole et l'inoculation
Angelo Gatti est surtout connu pour ses innovations dans le domaine de l'inoculation, une pratique introduite à la suite des épidémies de variole qui, dans la seconde moitié du XVIIIe siècle, touchaient six Italiens sur dix. Le danger de la variole était accentué par son absence de cyclicité : les foyers de l'infection étaient en effet toujours présents sur le territoire, et toutes les études menées jusqu'au XVIIe siècle n'avaient pas été suffisantes pour trouver un moyen sûr de l'éradiquer..
La "théorie de l'immunisation" est particulièrement intéressante : selon une croyance largement répandue, tout le monde contracterait tôt ou tard la variole, et l'on tentait donc de provoquer l'infection chez certains patients, de préférence jeunes (on pensait que les jeunes étaient plus résistants à la maladie) et de contrôler son évolution.
Un raffinement de cette théorie a été la technique de l'inoculation (insertion de matériel infecté dans le corps du patient), qui a progressé au point que l'on a pu identifier deux types de variole : la variole mineure (bénigne) et la variole majeure (maligne, et souvent mortelle). Au XVIIe siècle, la technique s'était répandue jusqu'aux régions de la mer Caspienne et fut officiellement introduite en Europe par Lady Montagu. Elle se répandit parmi les souverains européens et arriva en Italie en 1722, où elle fut encouragée dans le Grand-Duché de Toscane.

## Angelo Gatti en France
Gatti part pour la France en 1761. et est accueilli avec une grande sympathie dans les salons parisiens, devenant rapidement connu pour la simplicité de ses méthodes curatives, parmi lesquelles sa méthode d'inoculation "simple, facile, commode et sûre".
En 1763, Gatti avait effectué plus d'une centaine d'inoculations, lorsque la pratique s'est retrouvée au centre d'un débat animé : certains médecins parisiens avaient qualifié les inoculations de "sources de contagion" et de cause des dernières épidémies qui avaient frappé la capitale française. Ce différend conduit à une enquête du Parlement de Paris, qui charge la Faculté de médecine de déterminer le danger des inoculations, pratique qui est déclarée " admissible " en janvier 1768.
Entre-temps, Gatti, qui avait été nommé médecin consultant du roi Louis XV , a été attaqué pour ses méthodes et a donc publié deux ouvrages pour défendre sa pratique : Réflexions sur les préjugés qui s'opposent aux progrès et à la perfection de l'inoculation, ouvrage en quatre chapitres publié en 1764, visant à démontrer la fausseté des préjugés de ses accusateurs; et Nouvelles Réflexions sur la pratique de l'Inoculation, volume de 1767 qui se propose de choisir la meilleure façon d'effectuer une inoculation.

## Les dernières années
Angelo Gatti a dû quitter la France en 1771 en raison de plusieurs facteurs. Tout d'abord, nombre de ses amitiés importantes s'étaient éloignées de lui, et le duc Étienne François de Choiseul, son protecteur, était tombé en disgrâce et avait été démis de ses fonctions de ministre. Les autres raisons du départ de Gatti sont le refroidissement de l'intérêt pour la technique de l'inoculation en France et, surtout, son désir de revoir l'Italie, désir qui le pousse finalement à partir en mai. 

Il fait de brefs séjours en Toscane et à Rome, et arrive finalement à Naples, où il recommence à pratiquer l'inoculation, allant jusqu'à l'effectuer sur le fils du prince de Sant'Angelo en 1772.
Malgré le succès professionnel et la stabilité économique qu'il a atteints, Gatti continue d'être insatisfait et malheureux et décide donc de repartir au printemps 1772 avec l'intention de retourner en France. Cependant, il n'y revint jamais et s'installa plutôt en Toscane, où il vécut d'abord à l'écart, se consacrant à l'entretien de sa sœur Caterina, qui était veuve et avait six enfants (dont Filippo Pananti). En 1775, Gatti obtient la chaire de médecine pratique à Pise.
En 1777, il est rappelé à Naples pour procéder à une vaccination d'urgence des membres de la famille royale après la mort du frère du roi Philippe-Antoine de Bourbon, et s'y installe, pour finalement passer les dernières années de sa vie dans la capitale de la Campanie, après avoir obtenu le poste prestigieux de médecin particulier du roi. Il fait appel à une de ses nièces, Elisabetta Pananti, pour vivre avec lui.

## Le personnage d'Angelo Gatti
Les récits de la vie d'Angelo Gatti nous sont parvenus de diverses sources, et la plupart des informations nous sont parvenues par la correspondance des hommes et des femmes de son temps.
Nous savons, en effet, que Gatti était un homme très actif, qui menait une vie sociale et aimait prendre part aux amusements mondains du Paris de son époque. Ses centres d'intérêt comprenaient non seulement des activités de loisirs courantes telles que la marche et la chasse, mais aussi des passe-temps considérés comme plus inhabituels, comme le théâtre.
Gatti était connu pour ses compétences en tant que médecin et pour l'utilisation de méthodes novatrices, avant tout pour sa considération du patient : il sentait qu'il y avait un lien entre la santé physique et mentale d'une personne, et il se consacrait souvent à distraire les malades de leur état afin d'obtenir un rétablissement plus rapide. La principale caractéristique associée à Angelo Gatti, cependant, était son affabilité - professionnelle et non professionnelle - pour laquelle il était réputé, une affabilité qui lui a assuré le soutien de nombreuses personnes influentes, comme le duc de Choiseul, avec la femme duquel Gatti a développé une amitié profonde et durable.

## Travaux
Les travaux les plus connus d'Angelo Gatti sont liés au débat sur l'inoculation. En 1763, est publiée la Lettre à M.Roux, dans laquelle Gatti donne la liste des personnes qu'il a inoculées et décrit sa méthode. Cette lettre est suivie d'un ouvrage critiquant les méthodes du médecin toscan, auquel Gatti décide de répondre en publiant, en 1764, Réflexion sur les préjugés qui s'opposent au progrès et à la perfection de l'inoculation et, trois ans plus tard, Nouvelles réflexions sur la pratique de l'inoculation. Les deux ouvrages ont été écrits pour réitérer la position prise par Gatti dans le débat sur l'inoculation, en réponse à divers pamphlets qui l'attaquaient personnellement, le traitant d'"incompétent" et insinuant que de nombreuses personnes inoculées par lui tomberaient malades par la suite. "Réflexion" et "Nouvelles réflexions" ont toutes deux été écrites en italien et traduites en français par l'abbé Morellet.

## Note
1. 1 2  Veronica Massai Angelo Gatti (1724-1798): un medico toscano in terra di Francia, Florence, Firenze University Press, 2008,  (ISBN 978-88-8453-829-1), page 1
2. 1 2 3  Veronica Massai, op. cit., page 79
3. 1 2 3 4  L. Andreani, Il dott. Angelo Gatti di Ronta, Borgo San Lorenzo, Off. Tip. Mugellana di A. Mazzocchi, 1902
4. 1 2 3 4 5  Veronica Massai, op. cit., pag 3
5. 1 2  C. Farinella, «Gatti Angelo» dans le Dizionario Biografico degli Italiani, Rome: Istituto dell'Enciclopedia Italiana, 1999
6. ↑  Veronica Massai, op. cit., page 2
7. ↑  Veronica Massai, op. cit., page 6
8. ↑  Veronica Massai, op. cit., page 5
9. ↑  e-learning.it, Gli ultimi colpi di coda del vaiolo
10. 1 2 3  Veronica Massai, op. cit., page 8
11. ↑  Veronica Massai, op. cit., page 10
12. 1 2  Veronica Massai, op. cit., page 13
13. ↑  Veronica Massai, op. cit., page 30
14. 1 2  Veronica Massai, op. cit., page 36
15. 1 2  Veronica Massai, op. cit., page 50
16. 1 2  Veronica Massai, op. cit., page 68
17. ↑  Veronica Massai, op. cit., page 70
18. ↑  Veronica Massai, op. cit., page 73
19. ↑  Veronica Massai, op. cit., page 74
20. ↑  Veronica Massai, op. cit., page 77
21. 1 2 3  Veronica Massai, op. cit., paeg 78
22. 1 2  Veronica Massai, op. cit., pages 65-66
23. 1 2  Veronica Massai, op. cit., page 62
24. 1 2  Veronica Massai, op. cit., page 32
25. ↑  Veronica Massai, op. cit., page 34
26. ↑  Veronica Massai, op. cit., page 48

## Source
- (it) Cet article est partiellement ou en totalité issu de l’article de Wikipédia en italien intitulé « Angelo Gatti (medico) » (voir la liste des auteurs).